# Aeródromo de Alexandria
El Aeródromo de Alexandria (del inglés: Alexandria Aerodrome) (FAA LID: CNS4), está localizado en Alexandria, Ontario, Canadá, cerca de la frontera entre Ontario/Quebec y el espacio aéreo de Montreal.Este aeropuerto es de uso primario para planeadores y paracaidismo.